# Maimie McCoy
Maimie McCoy est une actrice britannique. Elle est connue pour ses rôles de Nicole Palmerston-Amory dans Personal Affairs et Milady de Winter dans The Musketeers.

## Jeunesse
Maimie McCoy est née dans le Yorkshire, où elle étudia à Stokesley. Initialement danseuse, elle étudia ensuite les arts à la London Metropolitan University, où elle obtient son diplôme BA (Hons) en 2001.  Elle est la fille d'un restaurateur, Eugene McCoy, et de Barbara McCoy qui dirigent maintenant les armoiries Crathorne près de Yarm. Elle a un jeune frère acteur, Eugene McCoy. Son oncle maternel est le peintre impressionniste Kevin Connelly.

## Carrière
Elle a joué dans des épisodes de Doctors, The Bill, Meurtres en sommeil et Taggart.
En 2009 elle apparaît dans Personal Affairs en tant que Nicole Palmerston-Amory, une croqueuse d'homme, cynique et réaliste qui préfère l'argent à l'amour. Ce fut son premier rôle principal, pour lequel elle fut nommée pour un TV Quick Award en tant que meilleure actrice dans un second rôle.
En décembre 2012, elle joue le rôle de la jeune Joyce Hatto dans Loving Miss Hatto, un drame écrit par Victoria Wood.
En avril 2013 elle joue dans Rocket, le troisième épisode de la série TV : Les Enquêtes de Morse, dans le rôle d'Alice Vexin. Elle joue actuellement dans The Musketeers en tant que  Milady de Winter.

## Vie privée
Elle est fiancée à l'acteur James Buller. 

## Filmographie

### Cinéma
- 2004 : Rochester, le dernier des libertins
- 2006 : Minotaur : Morna
- 2007 : The Boat People : Cleo
- 2007 : Medieval Pie : Territoires vierges : Simona
- 2014 : Set Fire to the Stars : Rosie

### Téléfilms
- 2005 : Peter Warlock: Some Little Joy : Puma
- 2012 : Loving Miss Hatto : Joyce Hatto (jeune)
- 2013 : The Last Witch : Kate Greenwood

### Séries télévisées
- 2002-2010 : Doctors : Vicky Perry / Shelley Garrett
- 2004 : Meurtres en sommeil : Sarah Faulkner
- 2004 : Top Buzzer : Sophie
- 2006 : Taggart : Jessica Flowers  (épisode The Best and the Brightest)
- 2006 : The Bill : Meg Lawson  (épisode 418)
- 2007 : Little Devil : Deborah
- 2009 : Personal Affairs : Nicole Palmerston-Amory
- 2009 : Desperate Romantics : Margaret
- 2011 : Casualty : Sarah Maddick
- 2011 : The Crimson Petal and the White : Fireside Whore 1
- 2011 : Without You : Christine
- 2012 : Les Enquêtes de l'inspecteur Wallander : Anna Westin
- 2013 : Les Enquêtes de Morse : Alice Vexin (épisode 3 "Rocket")
- 2014-2016 : The Musketeers : Milady de Winter
- 2018 : Agatha Raisin : Rosie (saison 2, épisode 2)
- 2019 : London kills : un témoin sous protection
- 2020 : Meurtres à White House Farm : Nancy Raynott (épisodes 4 et 5)
- 2020 : Les enquêtes du commissaire Van der Valk : Lucienne Hassell
- 2021 : Inspecteur Barnaby (saison 22, épisode 1 Le loup-chasseur)

### Courts-métrages
- 2005 : Peter Warlock: Some Little Joy : Puma
- 2005 : The Illiterate
- 2007 : Romance : Julie
- 2008 : Oh, Simone : Simone
- 2008 : Slaphappy : Judy Magenta
- 2008 : Domestics : une femme
- 2009 : Christmas Time
- 2010 : Forbidden
- 2013 : Fare : Charon

## Théâtre
- The French Lieutenant’s Woman, Richmond Theatre, Octobre 2006 (Mary/une Fille/Catherine)[7]